# Chrysaora quinquecirrha
Chrysaora quinquecirrha  (Desor, 1848) è una  medusa appartenente alla famiglia Pelagiidae.

## Distribuzione e habitat
Proviene principalmente dall'oceano Pacifico e dall'oceano Indiano; a volte si trova anche nell'oceano Atlantico, in particolare dal golfo del Messico. È una specie prevalentemente costiera.

## Descrizione
La sua ombrella, che può essere sia arancione che rosata o trasparente, può arrivare a un diametro di 25 cm.

## Biologia

### Alimentazione
È carnivora e si nutre soprattutto di zooplancton e altri piccoli invertebrati marini.

### Parassiti
Può presentare il copepode parassita Pseudomacrochiron stocki.